# Rancora comstocki
Rancora comstocki là một loài bướm đêm trong họ Noctuidae.